# Enciclopedia Britannica

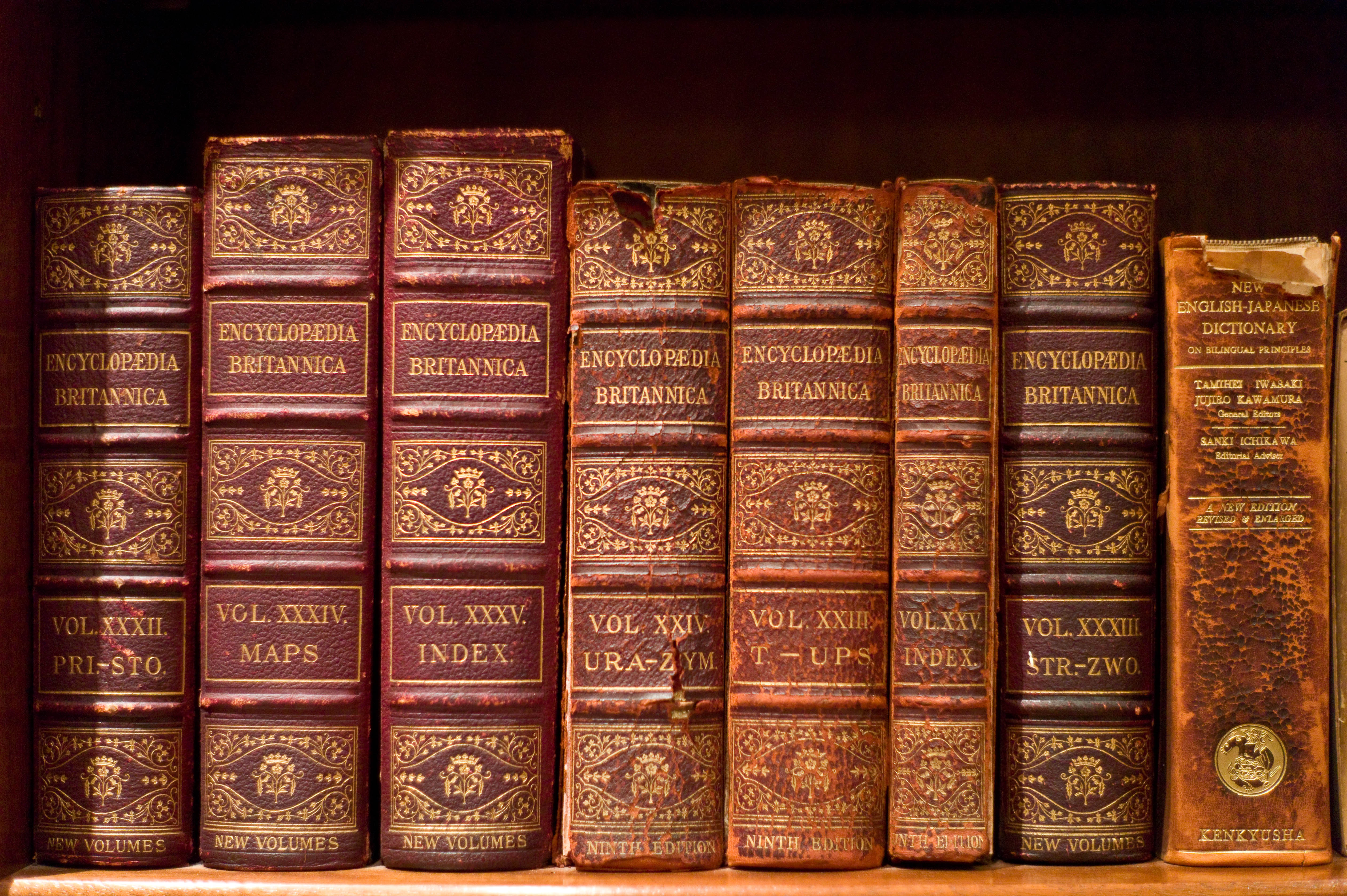
Volumi dell'Encyclopædia Britannica

L'Enciclopedia Britannica (nome originale, in latino, Encyclopædia Britannica) è una delle principali enciclopedie in lingua inglese; la sua prima edizione è datata al 1768-71 a Edimburgo, in Scozia, come Encyclopædia Britannica, or, A dictionary of Arts and Sciences, Compiled upon a New Plan.
Nonostante il nome, la sua casa editrice, la Encyclopædia Britannica Inc., risiede dal 1901 a Chicago, nel Nord degli Stati Uniti.

## Descrizione
A partire dal tardo Settecento fino ai primi del Novecento le voci della Britannica furono spesso citate da molti come la principale autorità su un dato argomento, e talvolta comprendevano nuove teorie o ricerche rivolte a un pubblico di studiosi. Durante quest'epoca la Britannica si guadagnò un'alta reputazione ed ebbe una posizione unica nella cultura di lingua inglese. Il ruolo dell'enciclopedia cambiò comunque in modo sostanziale agli inizi del XX secolo, e ciò si riflette nelle edizioni della Britannica a partire dall'undicesima. Le enciclopedie sono diventate opere più generaliste e rivolte a un pubblico più ampio, con voci più brevi e facilmente leggibili. Non servono più come riferimento autorevole su un argomento: nell'era moderna, un'ampia gamma di riviste accademiche, libri di testo, pubblicazioni specializzate e fonti digitali hanno preso il posto dell'enciclopedia.
Oggi la Britannica si è evoluta anche nelle versioni digitali disponibili su CD-ROM, DVD-ROM e attraverso il World Wide Web. È sopravvissuta a una feroce competizione da parte di un sempre crescente numero di fonti informative. Nel 2012 Jorge Cauz, presidente di Encyclopaedia Britannica Inc., ha annunciato che l'edizione del 2010 sarà l'ultima a essere pubblicata in forma cartacea e che dalla stampa derivavano solo l'1% delle vendite della compagnia.
Le voci della Britannica sono comunemente considerate accurate, affidabili e ben scritte, e l'enciclopedia continua a essere consultata come opera di riferimento generale.

## Storia
La Britannica è stata pubblicata in 15 edizioni, con supplementi multi-volume nella terza e quinta edizione. La 10ª edizione era solo un supplemento della 9ª, così come le edizioni 12ª e 13ª integravano l'undicesima. La 15ª edizione subì una massiccia riorganizzazione nel 1985 e la versione aggiornata attuale è ancora riconosciuta come la 15ª.
Nel corso della storia, la Britannica ha avuto due obiettivi: essere una fonte di riferimento eccellente e fornire materiale didattico. Nel 1974, la 15ª edizione si prefisse un terzo obiettivo: sistematizzare tutte le conoscenze umane. La storia della Britannica può essere suddivisa in cinque periodi, intervallate da cambiamenti nella gestione e/o riorganizzazione e reindicizzazione del dizionario.

### 1768–1826
Frutto dell'illuminismo scozzese, la Britannica venne pubblicata originariamente a Edimburgo nella seconda metà del XVIII secolo. La prima Britannica nacque dalla mente di Colin Macfarquhar, un libraio e stampatore, e di Andrew Bell, un incisore, che pubblicarono l'opera sotto lo pseudonimo Society of Gentlemen (Società di gentiluomini). Il redattore fu lo studioso William Smellie, all'epoca ventottenne, cui vennero offerte 200 sterline per produrre l'enciclopedia in 100 parti e tre volumi. La prima parte apparve nel dicembre 1768, al prezzo di sei pence. Nel 1771 l'enciclopedia venne completata, con 2 391 pagine e 160 illustrazioni incise. Si stima ne vennero vendute 3 000 copie.
(Citazione da: Online Encyclopedia article on encyclopaedia)
Grazie al successo della prima edizione, una seconda edizione, più ambiziosa, ne seguì. Questa volta Smellie rifiutò il ruolo di redattore, e Macfarquhar ne prese egli stesso il posto, aiutato da James Tytler. La seconda edizione fu alla fine pubblicata dal 1777 al 1784 in 10 volumi, per un totale di 8 595 pagine.
(Quarterly Review, cxiii, 362)
Fu comunque la terza edizione, pubblicata nel periodo 1788–1797 e redatta da Macfarquhar e dopo la sua morte da George Gleig, che finalmente realizzò la visione enciclopedica. La terza edizione non coprì solo un ambito più ampio, con 18 volumi più due volumi di supplementi, per un totale di oltre 16 000 pagine, ma fu anche la prima a comprendere voci scritte specificamente per la Britannica da esperti e accademici, molti reclutati da Greig. La terza edizione stabilì la base della Britannica come un importante, e in molti casi definitivo, riferimento su molti argomenti per gran parte del secolo successivo.
In generale, le voci principali nelle edizioni fino alla decima erano molto più lunghe e più scolastiche delle voci nelle enciclopedie moderne. Nelle edizioni ottocentesche della Britannica erano regolarmente comprese le nuove opere dei suoi autori, o quelle principali.
La straordinaria Encyclopédie francese è da molti considerata l'ispiratrice della pubblicazione della Britannica. Ma diversamente dall'Encyclopédie, la Britannica era una pubblicazione estremamente conservatrice. Le edizioni successive venivano solitamente dedicate al monarca in quel momento sul trono. Nella dedica al re contenuta nel supplemento alla terza edizione, Gleig scrisse:
Archibald Constable fu coinvolto nella pubblicazione in vario modo dal 1788 e dopo la morte di Macfarquhar nel 1793. Nel 1812 acquistò la Britannica dai suoi soci e la pubblicò fino al 1826. La quarta, la quinta e la sesta edizione, con i relativi supplementi, comprendevano contributi di numerosi autori e scienziati, sia inglesi sia scozzesi, di grande prestigio: William Hazlitt, John Stuart Mill, Thomas Robert Malthus, David Ricardo, Walter Scott, e Thomas Young, il cui contributo sull'Egitto includeva la traduzione dei geroglifici della stele di Rosetta.
Al termine del 1820, i diritti per la Britannica vennero acquistati dalla società di Edimburgo di A & C Black, che ne pubblicarono la settima e l'ottava edizione, con l'inclusione di nuovi capitoli dedicati all'architettura di William Hosking.

### 1827–1901
Durante il secondo periodo (settima e ottava edizione, 1827-1901), la Britannica fu gestita dalla casa editrice di Edimburgo A & C Black. Anche se alcuni dei redattori erano stati nuovamente reclutati attraverso conoscenze dei caporedattori, in particolare Macvey Napier, altri furono attratti dalla fama dell'enciclopedia. I collaboratori spesso provenivano da altri paesi e includevano gli studiosi più rispettati al mondo nei loro campi. Un indice generale di tutti gli articoli fu incluso per la prima volta nella settima edizione, una pratica mantenuta fino al 1974. Il caporedattore di origine inglese era Thomas Spencer Baynes, che aveva poi curato la produzione della nona edizione, soprannominata la "Scholar Edition". Dopo il 1880, Baynes fu assistito da William Robertson Smith. Non erano presenti biografie di persone viventi. James Clerk Maxwell e Thomas Huxley erano consiglieri speciali nelle materie scientifiche. Tuttavia, entro la fine del XIX secolo, la nona edizione si rivelò superata e la Britannica incontrò difficoltà finanziarie.

### 1901–1973

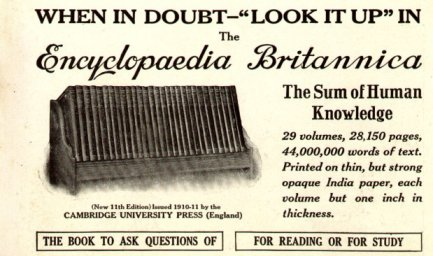
1913, manifesto per l'undicesima edizione, con lo slogan "When in doubt — 'look it up' in the Encyclopædia Britannica"

Nel terzo periodo (10ª-14ª edizione, 1901-1973), la Britannica cominciò a essere gestita da uomini d'affari statunitensi che introdussero pratiche come il direct marketing e la vendita porta a porta. I proprietari statunitensi a poco a poco tesero a semplificare gli articoli, rendendoli meno scientifici e più adatti per un mercato di massa. La 10ª edizione era un supplemento di 9 volumi della nona edizione ma l'11ª edizione si presentò come un lavoro completamente nuovo, ancora oggi ricordata per la sua eccellenza; il suo proprietario, Horace Everett Hooper, profuse enormi sforzi nella sua cura. Quando Hooper cadde in difficoltà finanziarie, la Britannica fu gestita da Sears Roebuck per 18 anni (1920-1923, 1928-1943). Nel 1932, il vicepresidente di Sears, Elkan Harrison Powell, assunse la presidenza e nel 1936 cominciò una politica di continua revisione delle voci diversamente dalla prassi precedente, in cui gli articoli non venivano modificati fino a quando una nuova edizione non veniva pubblicata, con circa 25 anni di intervallo, mentre alcuni articoli restavano invariati rispetto alle edizioni precedenti. Nel 1943, la proprietà passò a William Benton, che gestì la Britannica fino alla sua morte nel 1973. Benton istituì la Benton Foundation, che gestì poi l'opera fino al 1996. Nel 1968, la Britannica celebrò il suo bicentenario.

### 1974–1994
Nel quarto periodo (1974-1994), la Britannica pubblicò la sua 15ª edizione, riorganizzata in tre parti: Micropædia, Macropædia e Propædia. Sotto Mortimer J. Adler (membro del comitato di redazione della Britannica sin dal 1949, presidente dal 1974 e direttore della pianificazione editoriale per la 15ª edizione dal 1965), l'Enciclopedia Britannica cercò non solo di essere un riferimento e uno strumento educativo, ma cercò di sistematizzare tutte le conoscenze umane. L'assenza di un indice separato e il raggruppamento di articoli in enciclopedie parallele (le micro e macropædia) provocarono però una "tempesta di critiche". In risposta, la 15ª edizione fu completamente riorganizzata e reindicizzata per una nuova edizione pubblicata nel 1985. Questa seconda versione della 15ª edizione continuò a essere pubblicata, con successive revisioni, fino alla versione del 2010. Il titolo ufficiale della 15ª edizione è New Encyclopædia Britannica ma è ricordata anche come Britannica 3.

### Dal 1994 in poi
Nel quinto periodo, successivo al 1994, furono sviluppate le versioni digitali e l'intera enciclopedia fu immessa su supporti ottici e poi su Internet. Nel 1996, la Britannica fu acquistata da Jacqui Safra ben al di sotto del suo valore stimato, a causa delle difficoltà finanziarie della società. Encyclopædia Britannica, Inc. si divise nel 1999. Una parte ha mantenuto il nome della società e ha sviluppato la versione cartacea, e l'altra, Britannica.com Inc., ha sviluppato le versioni digitali. Dal 2001 le due società hanno in comune un amministratore delegato, Ilan Yeshua, che ha continuato la strategia di Powell introducendo nuovi prodotti culturali ed educativi con il nome Britannica. Nel marzo del 2012 il presidente di Britannica, Jorge Cauz, ha annunciato che non sarebbero state prodotte altre versioni cartacee dell'enciclopedia e che l'edizione del 2010 sarebbe stata l'ultima in forma cartacea. La società si focalizzerà solo sull'edizione online e su altri strumenti didattici.
L'ultima versione cartacea (la quindicesima, 1985-2010) era di 32 volumi.
Alcune ricerche scientifiche hanno confrontato questa con Wikipedia e diverse polemiche sono sorte nel tempo sulla presunta equivalenza in termini qualitativi tra le due enciclopedie.